# Avi Wortzman
Avraham « Avi » Wortzman (hébreu : אבי וורצמן), né le 29 octobre 1970 à Beer-Sheva, est un homme politique israélien, membre du parti Le Foyer juif. 

## Biographie
Avi Wortzman est étudiant en yechiva à Beer-Sheva, puis à Jérusalem et effectue son service militaire dans la brigade Guivati. Il travaille par la suite dans le secteur de l'éducation.
En 2008, il est candidat aux élections municipales à Beer-Sheva sur une liste d'inspiration religieuse qui obtient trois sièges. Il devient adjoint au maire, Rubik Danilovitch, chargé de la communauté et du bien-être. La même année, il rejoint le nouveau parti Le Foyer juif dont il tente sans succès de prendre la direction.
Placé en 8e position sur la liste de son parti pour les élections législatives de 2013, il est élu député. Dans le gouvernement Netanyahou III, il occupe le poste de ministre délégué à l'Éducation. Candidat en 10e position sur la liste du Foyer juif pour les élections législatives anticipées de mars 2015, il n'est pas réélu puisque celui-ci n'obtient que 8 sièges et quitte le gouvernement.